# Sie Che (hráč go)
Sie Che (čínsky: 謝赫;, pinyin: Xìe Hè; narozen 14. května 1984) je profesionální hráč go.

## Biografie
Sie Che se narodil v Qingdao v Číně. Go se začal učit v šesti letech. Profesionálním hráčem se stal v jedenácti letech v roce 1995 a v roce 2007 získal 7. dan. V roce 2003 dosáhl výborného výsledku, když porazil Čoi Čeol-hana a Lee Čang-hoa na osmém Samsung Cupu předtím, než byl poražen Park Young-Hoonem.

## Tituly
| Titul                  | Rok  |
| ---------------------- | ---- |
| Liguang Cup            | 2005 |
| CCTV Cup               | 2008 |
| National Go Individual | 2002 |
| Počet                  | 1    |
| Bawang                 | 2002 |